# The Drinkard Singers
The Drinkard Singers byla americká gospelová skupina nejúspěšnější koncem padesátých let 20. století a důležitá v kariérách zpěváků Cissy Houston, Dionne Warwick, Dee Dee Warwick a Judy Clay.

## Rodinný původ
Nitcholas (zvaný Nitch, 1895–1951) a Delia Drinkardová (rozená McCaskillová, 1901–1941), měli osm dětí – syny Williama (1918–2003), Hansoma (*1924), Nickyho (1929–1992), Larryho (1931–2012) a dcery Lee (1920–2005), Marie (1922–2007), Anne (1927–2003) a Emily Cissy (*1933). Příjmení Drinkard, i když mělo jako předchůdce domorodého Američana, má britský původ se smyslem, které se zmiňuje o běžící vodě.
Nitcholas Drinkard se narodil v holandské části afroamerické Ameriky, matce Susan Bell Drinkard (rozené Fuller, *1876) a plně naturalizovanému americkému otci Johnu Drinkardovi Jr. (*1870). Pocházel z rodiny afroamerických vlastníků půdy v Blakely v Georgii, kde se narodily tři jeho děti. Driskardovi vlastnili značné množství zemědělské půdy během doby, kdy bylo pro černochy neobvyklé vlastnit velké části půdy. Aktivum bylo postupně vyčerpáno, protože malé části pozemku byly prodané v průběhu času, aby vyřešily pokračující právní potíže blízkého příbuzného.
Rodina se přestěhovala do New Jersey během druhé velké migrace. V roce 1938 matka Delia utrpěla mrtvici a tři roky později zemřela na cerebrální krvácení. Nitcholas zemřel na rakovinu žaludku v roce 1951.

## Hudební kariéra
Inspirací pro Drinkard Singers byl tovární dělník Nicholas "Nitch" Drinkard, který povzbuzoval své děti, aby vytvořili gospelovou pěveckou skupinu v Savannah v Georgii kolem roku 1938. Původní skupina zahrnovala Emily Drinkardovou (později známou jako Cissy Houston) Anne Drinkard-Moss a její bratry Nicka a Larryho. Druhá sestra, Lee Drinkard Warrick, matka Dee Dee a Dionne Warwick, sloužila jako manažerka skupiny.
Počátkem padesátých let se rodina přesunula do New Jersey a do skupiny přidala další sestru Marie Drinkard Epps. Anne Drinkard-Moss odešla a byla nahrazena Leeovou adoptivní dcerou Judy Guionsovou, později známou jako Judy Clayová. Pravidelně vystupovali v Newarku a nahráli několik singlů. Po vystoupení na Newport Jazz Festival v roce 1957 natočili první gospelové album. Objevilo se na hlavní značce RCA Records, živé album A Joyful Noise, v roce 1959.
Po několika personálních změnách na počátku 60. let 20. století se zbývající členové skupiny v roce 1967 stali The Sweet Inspirations, kteří zpívali doprovodné vokály pro sestry Warwickovy, Arethu Franklinovou a Elvise Presleyho.